# Зорица Савичић
Зорица Савичић (19. јул 1959) je југословенски и српски архитекта, урбаниста и професор универзитета.

## Архитектонско-урбанистичка пракса
Зорица Савичић је активна у пољима архитектуре, уметности, урбаног дизајна и едукације од почетка осамдесетих година. На Архитектонском факултету у Београду дипломирала је 1985. године. Током своје професионалне каријере радила је у архитектонским биорима Инвестбиро, Енергопројект ХК (као водећи пројектант) и Портарт. Паралелно је са бројним сарадницима различитих генерација учествовала на домаћим и међународним конкурсима, што је резултовало десетинама запажених архитектонских решења, укључујући реконструкцију позоришта у Суботици или тврђаве Кастел у Бањој Луци. На конкурсима је освојила многе награде и признања, укључујући преко 10 првих награда, бројне друге награде и откупе. Као члан жирија учествовала је у избору лауреата награде „Ранко Радовић“, као и у избору најбољих решења на неким од значајних архитектонских или урбанистичких конкурса у Србији. Пројектовала је стамбене комплексе, јавне објекте, пословне зграде, позоришта, музеје и павиљоне, као и бројна ентеријерска решења. Учествовала је на конференцијама и стручним скуповима у Швајцарској, Холандији, САД, Чешкој и читавом региону. 2013. године преузела је позицију в.д. председника Друштва архитеката Београда, чланица је Савета Салона архитектуре и потпредседница Центра за сценски дизајн при ОИСТАТ-у.

## Стручно ангажовање
Била је кустос изложбе [8A/40-]: Нове праксе у Музеју града Београда, 2011.
Била је чланица бројних жирија и савета за конкурсе и изложбе.
Била је чланица жирија Конкурса за архитектуру Новости 2013.
Чланица је управног одбора Друштва архитеката Београда.

## Рад у просвети
На Архитектонском факултету у Београду је од краја осамдесетих година двадесетог века радила као асистент или гостујући професор. Такође је предавала на Факултету техничких наука Универзитета у Новом Саду, где је блиско сарађивала са професором Ранком Радовићем, као и на Интердисциплинарним магистарским студијама Универзитета уметности у Београду.
Од 1. марта 2012. ради као ванредна професорка на Факултету за уметност и дизајн Универзитета Мегатренд у Београду, где држи предмете у области дизајна ентеријера.